# Achtheinus
Az Achtheinus az állkapcsilábas rákok (Maxillopoda) osztályának a Siphonostomatoida rendjébe, ezen belül a Pandaridae családjába tartozó nem.

## Rendszerezés
A nembe az alábbi 3 faj tartozik:
- Achtheinus dentatus Wilson C.B., 1911
- Achtheinus oblongus Wilson C.B., 1908 - típusfaj
- Achtheinus pinguis Wilson C.B., 1912